# Wojciech Sierakowski
Wojciech Sierakowski herbu Lubicz (zm. w 1626) – pisarz ziemski lubelski w latach 1618–1626, pisarz grodzki lubelski, pisarz kancelarii mniejszej koronnej w latach 1592–1598.